# 索多瑪一百二十天 (電影)
《索多瑪一百二十天》（義大利語：Salò o le 120 giornate di Sodoma）是義大利導演皮耶·保羅·帕索里尼根據法國貴族和色情作家薩德侯爵所著小说改編拍攝而成的電影作品。
帕索里尼將原著中的故事發生地點從18世紀奧地利大公國的領地前奥地利（今德國巴登-符騰堡境內）黑森林深處（前奥地利覆蓋大面積黑森林地帶）的城堡替换成了二战末期大約1944年末至1945年临近崩溃的義大利王國北部，由納粹德國扶植的傀儡政權義大利社會共和國。該電影是對現代權力和個人的關係、消費性社會的一種隱喻。電影的段落構成借用了但丁的《神曲》，分為「地獄之門」、「變態地獄」、「糞尿地獄」、「血的地獄」四章。因情節過於暴力色情，於許多國家被列為禁片。

## 背景
帕索里尼在法西斯意大利度過了他前20年的大部分人生。在這段時間裡，他親眼目睹了法西斯主義下發生的許多殘忍暴行。在拍完《索多玛一百二十天》之後，導演帕索里尼就在拉齐奥的奧斯提亞海岸邊被發現身上受到多處經過劇烈毆打及被車軋過而致身亡，兇徒動機至今仍然不明，《索多玛一百二十天》也成為他的遺作。

## 劇情
1944年，在義大利向盟軍投降以後，殘餘的義大利法西斯黨在德國幫助下在意大利北部的萨罗城建立流亡政權，即薩羅共和國。在薩羅共和國有四個有權有勢的人：大總統、大法官、公爵和大主教（分别象征政府，司法，贵族，宗教四种统治势力）组成，掌控所有權力。他們各自娶了彼此的女兒作為接下來一連串荒淫行為的開始。在一些男性背叛者的協助下，他們在各地綁架了許多長相俊美的少男和漂亮的少女，並從中挑選出18人（男女各9人），送往位於瑪扎博多（Marzabotto）附近的城堡內，被迫遵守和進行四名統治者訂下的變態、荒淫的規定。每天在城堡內的四名中年妓女必須向其中一名統治者講述猥褻色情的故事，並且由少男少女來實際進行。
这部电影从挑选18名少男少女开始（地狱之门），讲述了三天当中四位统治者逐渐加强的对这18位少男少女的凌辱和虐待，从普通的奸污凌辱（变态地狱）到强迫其中一位少女食用公爵的粪便，再到所有人的粪便大餐（粪尿地狱）。在第三天即将结束的时候，四位统治者处决了一些不合作的受害者，用刑的手段非常残酷，包括剥头皮，剜眼，割舌、燒男性性器官等等（血的地狱）。所有的反抗只帶來更多更大的痛苦，少男少女根本沒有選擇的餘地，因為反抗是完全不可能的。
尽管这部电影充斥着血腥和暴力，但其中也不乏宁静安详的段落，在种种不正常的畸恋和暴力胁迫的性行为之外，也有自发的纯洁的爱情产生。

## 爭議
- 本片曾在許多國家遭到禁止，都是因為片中對強暴、虐待和殺人的演出，而且其中的角色甚至未滿18歲。由於片中的演員在演出許多暴力和性愛的情節時的年紀較小，因此有許多人也質疑這部電影的拍攝是否合法。
- 1979年在日本大阪的銀行人質挾持事件，其兇手異常殘暴的行為，加上後來在其家中搜索出的物證結果，被懷疑是受到《索多玛一百二十天》的影響。
- 這部電影於1976年在澳洲被禁播，1993年開放後又於1998年再次遭禁。目前本片在許多國家和地區仍然無法播映或發行，但其未刪減的完整版DVD目前已在英國、法國、芬蘭、荷蘭、瑞士、意大利、台灣、香港發行。
- 在艺术领域，对于《索多玛120天》是否属于“越界”的讨论从未停止。一些人认为，尽管电影内容令人不适，但从某种程度上可以被看作是对法西斯主义和极端统治下人性堕落的一种极端化艺术表达，是对黑暗历史时期或极端统治形态的隐喻。然而，更多的人认为这种所谓的“艺术表达”不能以展示暴力、色情等有害内容为代价，它模糊了艺术和低俗、有害内容之间的界限
- 这部电影被认为是对人性之恶的极端展示。其内容不仅仅是表面上的暴力和色情行为呈现，还涉及到深层次的权力、扭曲的欲望以及道德的完全崩塌。许多评论家指出，电影所传达的理念几乎是反人道的，挑战了社会公序良俗和基本的伦理价值观，这种深度的负面价值观念的传播是它备受争议的重要原因之一

## 外部連結
- 索多瑪一百二十天 （页面存档备份，存于） 在IMDb網站上的資料。